# Lubelska Fabryka Maszyn Rolniczych

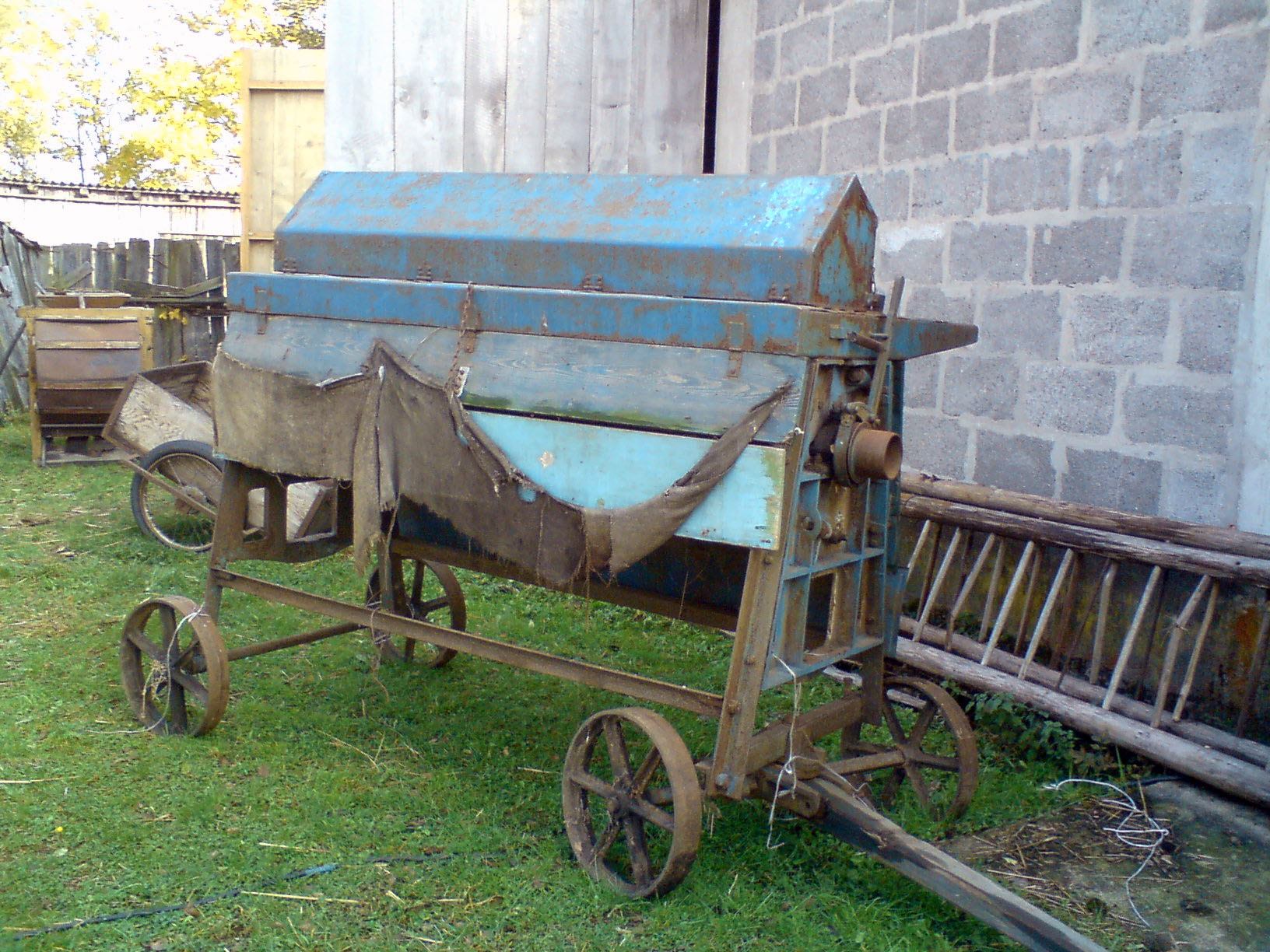
Młocarnia „sztyftówka” tzw. młocarnia sztyftowa prod. Lubelskie Fabryki Maszyn Rolniczych, rok prod. 1959

Lubelska Fabryka Maszyn Rolniczych S.A. – przedsiębiorstwo produkujące maszyny i części do maszyn rolniczych oraz wałki odbioru mocy (WOM) mieszczące się w Lublinie w dzielnicy Wrotków.
Zakłady powstały w 1840.
Obecnie spółka wchodzi w skład grupy Sipma.

## Kalendarium
- 1840 David Baird założył w Lublinie przy ulicy Nowej 12 małą wytwórnię maszyn rolniczych.
- 1848 w wytwórni pracowało 12 robotników, którzy produkowali młocarnie i sieczkarnie
- 1860 spółka zaprezentowała swoje maszyny na III lubelskiej wystawie przemysłowej.
- 1875 Mac Leod i Baird sprzedali fabrykę spółce Wacław Moritz i Kreczmer.
- 1880 w manufakturze nowych właścicieli pracowało 35 robotników.
- 1890 Wacław Moritz buduje nowoczesny zakład pod nazwą Fabryka Młocarni i Odlewnia Żeliwa „Wacław Moritz”.

W tym też czasie:
- 1874 przedsiębiorca z Saksonii, Mieczysław Saryusz Wolski, tworzy własny zakład produkcji maszyn rolniczych w Lublinie przy ulicy Foksal 14-16 pod nazwą „Fabrykę Machin i Odlewnię Żelaza”. Fabryka Wolskiego produkuje młocarnie, sieczkarnie, wialnie, kieraty oraz odlewy z żeliwa.
- 1921 na bazie utworzonej fabryki powstaje „Fabryka Maszyn i Narzędzi Rolniczych M. Wolski i S-ka”.

Po II wojnie światowej fabryki Moritzów i Wolskich przeszły pod nadzór państwowy.
- 1947 w wyniku nacjonalizacji obydwie fabryki połączono w jedno przedsiębiorstwo państwowe pod nazwą Lubelska Fabryka Maszyn Rolniczych.

- 19 maja 1955 r. zarządzeniem Ministra Przemysłu i Handlu zmieniono nazwę zakładu na: Lubelska Fabryka Maszyn Rolniczych im. Rewolucji 1905 r.[3]

- 1972 r. zostaje utworzony Zakład Doświadczalny Wałów Przegubowych i Sprzęgieł przeciążeniowych.

- 1 stycznia 1973 r. na mocy Uchwały Prezydium Wojewódzkiej Rady Narodowej w Lublinie zostaje powołane przedsiębiorstwo wielozakładowe „Agromet” Fabryka Maszyn Rolniczych im. Rewolucji 1905 r. w Lublinie poprzez włączenie do LFMR 3 jednostek produkcyjnych Wojewódzkich Zakładów Usługowo -Wytwórczych Przemysłu Terenowego „Chezamet” w Chełmie oraz fabryka „Lechia” funkcjonująca dotąd w ramach Lubelskich Zakładów Sprzętu Rolniczego Przemysłu Terenowego.

- 1 stycznia 1974 r. zostaje utworzony „Agromet” Kombinat Maszyn do Zbioru Słomy i Siana z siedzibą w Lublinie został utworzony zarządzeniem Ministra Przemysłu Maszynowego z 29 grudnia[4].

- 16 października 1974 r. zmieniono nazwę Kombinatu na: „Agromet” Kombinat Maszyn Rolniczych w Lublinie.

- 1974 podpisanie umowy licencyjnej na produkcję niemieckiej prasy zbierającej „Fahr HD 350”. Maszyna ta otrzymała polskie oznaczenie Z-223. Następnie po modernizacji prasa kostkująca Fahr HD 400 była produkowana pod oznaczeniem Z-224.

- 2 lipca 1986 r. na mocy zarządzenia nr 139/Org/86 nr 139/Or/87 Ministra Hutnictwa i Przemysłu Maszynowego „Agromet” Fabryka Maszyn Rolniczych w Lublinie zaczęła funkcjonować jako samodzielne przedsiębiorstwo w wyniku podziału „Agromet” Kombinatu Maszyn Rolniczych w Lublinie[5]

- w dniu 6 lutego 1991 roku przedsiębiorstwo państwowe Lubelska Fabryka Maszyn Rolniczych zostało przekształcenie w spółkę akcyjną w wyniku komercjalizacji pod nazwą Lubelska Fabryka Maszyn Rolniczych Spółka Akcyjna w Lublinie.
- w dniu 31 sierpnia 2009 roku Sąd Rejonowy w Lublinie wydał postanowienie o połączeniu LFMR S.A. z SIPMA S.A.

## Literatura i źródła
- Denys M., Zanim powstała SIPMA S.A., „Na przykład” 1995, nr.29